# Beata Kurkul
Beata Kurkul, ukrajinsky Беата Куркуль (* 21. ledna 1979 Vilnius), je ukrajinská umělkyně a dobrovolnice litevsko-polského původu, která od roku 2008 žije a pracuje v Kyjevě. Je známá svými obrazy ukrajinských pohraničníků a dalších ukrajinských vojáků či účastníků rusko-ukrajinské války. Společně s ukrajinskou pohraniční stráží uspořádala řadu výstav v různých jednotkách po celé Ukrajině. V současné době pracuje jako 2D výtvarnice a kreativní ředitelka v ukrajinském studiu pro vývoj počítačových her. Po útoku Ruska na Ukrajinu v roce 2022 zůstala v Kyjevě, pokračuje ve své práci a maluje ukrajinské vojáky. Pravidelně navštěvuje místa, kde slouží pohraničníci a kde také pořádá výstavy svých děl a zároveň sbírá náměty a inspiraci pro další tvorbu.

## Biografie
Beata Kurkul se narodila 21. ledna 1979 v polské rodině v litevském Vilniusu. Její matka byla chemička a otec inženýr. Jméno Beata dostala po oblíbené herečce svého otce. V roce 1997 vystudovala uměleckou školu, ale poté odešla na vyšší zdravotní školu ve Vilniusu. Následně vystudovala historii na Litevské univerzitě pedagogických věd. Několik let pracovala jako zdravotní sestra, dokud ji profesní vyhoření nepřinutilo tuto profesi opustit.
Stala se fanouškem filmové série Hvězdné války a začala trávit hodně času na fanouškovských fórech. Koncem roku 2004 odjela do Kyjeva za dalším fanouškem, Ukrajincem Mykolou Avdějevem, s nímž se předtím seznámila na internetovém fóru. V roce 2007 ji požádal o ruku a v roce 2008 se vzali. Pár se pak musel rozhodnout, kde bude bydlet, zda v Litvě nebo na Ukrajině. Rozhodli se pro společný život na Ukrajině. Hlavním faktorem, který ovlivnil jejich rozhodnutí, byl jazyk. Pro Beatu, která mluvila rusky a rozuměla ukrajinštině kvůli její podobnosti s polštinou, bylo mnohem snazší adaptovat se na Ukrajině než by to bylo pro jejího manžela v Litvě.
Ještě v době, kdy žila v Litvě a pracovala jako zdravotní sestra, se Beata vrátila ke svému koníčku z dětství – kreslení. Motivovala ji k tomu vášeň pro Hvězdné války. Začala kreslit fanouškovské obrazy související s fantasy světem. Po přestěhování na Ukrajinu získala práci konceptuální výtvarnice v oblasti vývoje videoher, v níž pracuje dodnes a dosáhla pozice umělecké ředitelky. V letech 2008–2011 pracovala ve společnosti ERS Game Studio, v letech 2011–2018 ve společnosti Rightcom United LP a od roku 2018 pracuje ve společnosti GrandMA Studios.
Když v roce 2014 začala ruská ozbrojená agrese proti Ukrajině, začal její manžel pomáhat ukrajinské armádě jako dobrovolník. Po nějaké době se do dobrovolnické práce zapojila i Beata. Rozhodli se zaměřit na pomoc pohraničníkům a snažili se jim poskytnout vybavení, zejména přilby, neprůstřelné vesty a optické přístroje, léky, uniformy a obuv. Tehdy Beata začala kreslit nejprve ukrajinské pohraničníky a později i další důstojníky a vojáky z různých vojenských struktur. Několikrát navštívila válečnou zónu a pravidelně navštěvuje místa, kde slouží pohraničníci a kde také pořádá výstavy svých děl a zároveň sbírá náměty a inspiraci pro další tvorbu. Nápady pro svá díla čerpá z pozorování práce pohraničníků, prohlížení fotografií z jejich služby nebo poslechem jejich příběhů.

## Dílo
Téma ukrajinských pohraničníků a vojáků Beata Kurkul poprvé zachytila, když manželé sháněli peníze na nákup kolimátoru pro pohraničníka Romana Dumjaka, který sloužil na hraničním přechodu Krasna Talivka. Beata nakreslila podle fotografie ze sociálních sítí jeho karikaturu na krabici s kolimátorem.

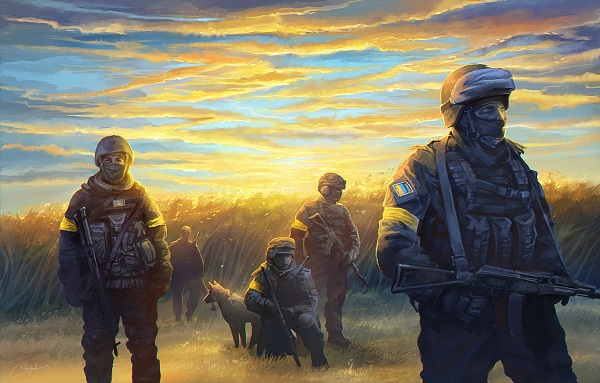
Obraz Východ slunce od Beaty Kurkul (používá pseudonym Noldofinve)

Po návštěvě manželů ve vojenské nemocnici se autorka inspirovala k vytvoření první vážnější kresby na toto téma a vytvořila obrázek ukrajinského pohraničníka. Následovaly další kresby. Podle mínění umělkyně si získala popularitu tím, že její kresby zveřejnila facebooková stránka „Pravý sektor“.
Za dobu své tvůrčí činnosti uspořádala několik desítek výstav, například na letišti Boryspil v roce 2015, v Charkovském národním akademickém divadle opery a baletu, v Kuindžském centru současného umění a kultury v Mariupolu v roce 2016, na hradě Palanok v Mukačevu v roce 2017, v Izmajilu v roce 2019, v Čopu v roce 2020 atd.  Během rozsáhlé ruské invaze na Ukrajinu pravidelně přenášela své výstavy do frontových měst. V polovině roku 2023 se konala výstava jejích děl na nádvoří paláce Seimas (budova parlamentu) ve Vilniusu a také v jednom z největších vilniuských obchodních center.
Hlavními nástroji Beaty Kurkul jsou grafický tablet Wacom, Photoshop, iPad s programem Procreate a také tradiční nástroje, jako jsou tužky, fixy atd. V poslední době začala Beata při své práci využívat také umělou inteligenci, neuronovou síť MidJourney. Témata jejích prací se pohybují od portrétů až po rozsáhlé kompozice. Jedním z hlavních prvků, díky nimž jsou její díla pro fanoušky rozpoznatelná, jsou mraky a světlo, které dodávají dílům s válečnou tematikou lehkost a fantasknost.
V roce 2020 vyšla dvě kompilační alba jejích prací Завжди на захисті (Vždy na stráži) a Чотири стихії кордону (Čtyři prvky hranice). V následujícím roce jí nakladatelství Vydavnitstvo vydalo komiks На великій землі (Na velké zemi), který vypráví o návratu ukrajinského vojáka po zranění zpět do civilního života.
Dne 25. srpna 2015 byl na kontrolním stanovišti Krasna Talivka odhalen pomník podle návrhu Beaty Kurkul věnovaný čtyřem pohraničníkům, kteří před rokem zahynuli v bitvě s ruskou průzkumnou skupinou.
Ještě větší popularitu získala v roce 2022, kdy zveřejnila kresby o válce na Ukrajině, které vytvořila pomocí neuronové sítě Midjourney. Podle slov samotné autorky se ve svých dílech nesnaží o fotorealismus, důležitější je pro ni zprostředkování emocí a atmosféry. K tomu například často využívá mytologické nebo magické motivy.
Ačkoli je často označována za litevskou umělkyni, sama sebe označuje za umělkyni ukrajinskou:
Když se řekne, že jsem ukrajinská umělkyně, není to jen částečná pravda, je to úplná pravda. Protože v Litvě jsem byla zdravotní sestra. To, že jsem umělkyně, připisuji právě Ukrajině, protože jako umělkyně jsem se formovala a rozvíjela právě zde.
Beata Kurkul